# Egzosfera
Egzosfera (grč. exo - izvana i grč. sphaira - lopta) je najviši sloj Zemljine atmosfere. 

## Obilježja
Egzosfera kao sloj je smješten iznad termosfere od koje ga odvaja termopauza na visini od 800 do 3 000 kilometara. U egzosferi ima malo plinova vodika i helija te ona predstavlja kontakt Zemlje i svemira. Temperatura u egzosferi dostiže do +1500 °C. Zrak je izuzetno razrijeđen, a njegove čestice kreću brzinom od 11 km/s, a nalaze na međusobnoj udaljenosti od nekoliko stotina metara. Zbog toga ioni dušika i kisika odlaze u međuplanetrani prostor.
Iznad egzosfere se može izdvojiti još jedan sloj - geokorona, na visini od oko 20 000 kilometara. On se pretežno sastoji od iona vodika.

## Donja granica
Njena granica još nije točno određena. Neki smatraju da se ona prostire na visini od 300 do 400 km, a drugi na visini od 800 do 1000 km iznad Zemljine površine. U njoj su molekule i atomi zraka razrijeđeni i imaju toliku brzinu da jedan dio čestica lakih plinova (vodika, helija) svladava Zemljinu težu i odlazi u svemir. Teoretski, iznad 300 km visine, temperatura egzosfere prelazi 230°C, a moguća je i temperatura do 690°C. Na osnovi mjerenja izvršenih pomoću umjetnih meteoroloških satelita pretpostavlja se da u gornjim slojevima egzosfere temperatura dosiže i više od 1500°C. Pri tom treba imati na umu da je to kinetička temperatura određena brzinom kretanja čestica plinova, a da je gustoća plinova toliko malena da se njeno toplinsko djelovanje ne može osjetiti. Računom je određeno da je u prostoru na visini od 200 km moguće postojano i slobodno kretanje jer je otpor zraka sasvim malen. To je najniža visina na kojoj mogu oko Zemlje kružiti umjetni sateliti. Iznad 200 km djeluju svi faktori međuplanetarnog prostranstva i dolaze do izražaja svemirski uvjeti. Zasada je teško utvrditi da visina od 1000 km pripada Zemljinoj atmosferi ili pak svemiru. Atmosfera nema oštre granice, već postepeno prelazi u svemir, a sam svemir je "konačan ali bez granica". U svim slojevima u atmosferi, osim u egzosferi, javljaju se zračna strujanja - vjetrovi. 

## Gornja granica
Gornja granica egzosfere se teoretski može odrediti kao visina od 190 000 km, što je pola udaljenosti prema mjesecu, gdje utjecaj tlaka Sunčevog zračenja (vidi: Tlak elektromagnetskog zračenja), na atome vodika prevladava nad Zemljinom gravitacijskom privlačnom silom. Vrh egzosfere ili geokorona, koja se može vidjeti iz svemira, širi se na otprilike 100 000 km iznad Zemljine površine. Egzosfera je prijelazno područje između Zemljine atmosfere i vanjskog svemira.